# コブレンツ中央駅
コブレンツ中央駅（コブレンツちゅうおうえき、ドイツ語: Koblenz Hauptbahnhof）は、ドイツ、ラインラント＝プファルツ州コブレンツにあり、ライン川 - モーゼル川 - ラーン川地域における鉄道交通の核となる鉄道駅である。鉄道の分岐点に位置しICEも停車する駅で、コブレンツ南部のコンスタンティン大公要塞の下にあり、1902年に営業を開始した。
ライン川左岸線上に位置し、モーゼル線およびラーンタール線の分岐点に近く、またホルヒハイム橋の対岸にライン川右岸線と連絡する。1日約40,000人が利用する。駅前広場にはバスターミナルとパビリオンがある。
2002年から、駅舎は世界遺産「ライン渓谷中流上部」の一部となっている。

## 歴史

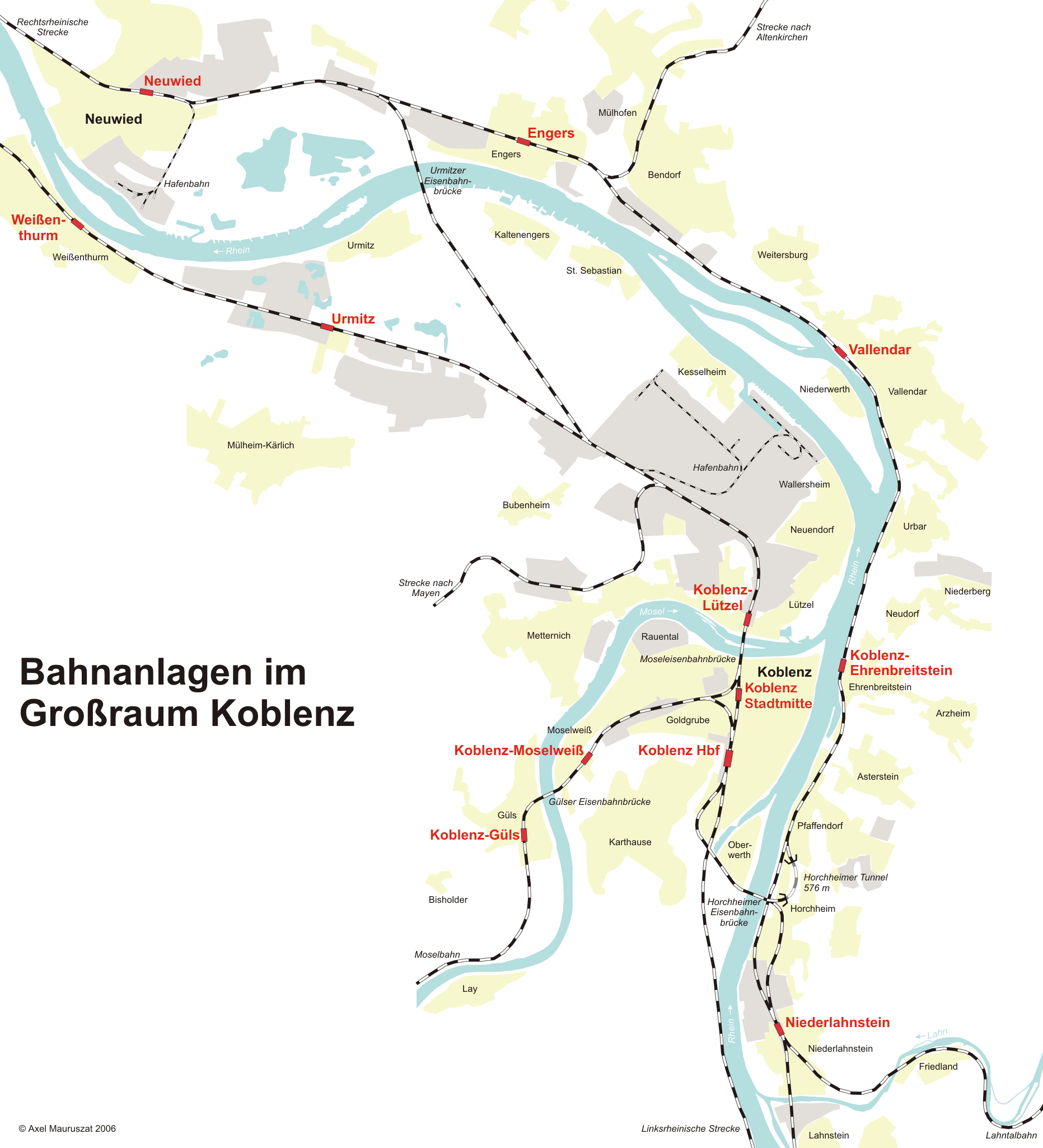
コブレンツ周辺地区における鉄道施設の地図

### ライン鉄道の駅
1844年にケルンとボンを結ぶ鉄道が完成し、1856年にはローランツエックまで延長され、さらにコブレンツまで鉄道が延長されることになった。ライン鉄道の最初の列車は1858年11月11日に、新しく建設されたモーゼル橋を渡りコブレンツに到着した。橋とライン鉄道の建設により、プロイセン王国の都市防衛設備に初めて穴が開けられた。住民の歓呼の中を、花輪で飾られた機関車「ヴィンツブラウト」（Windsbraut、「つむじ風」）が牽引する列車が、フィシェル通り (Fischelstraße) に仮設でハーフティンバー様式で建てられたライン鉄道の駅に到着した。
1859年にコブレンツからビンガーブリュックまで路線が延長され、ライン鉄道の駅は正式な駅舎に建て替えられた。1864年には鉄道網がさらに拡張され、プファッフェンドルフ橋が開通した。この橋は当初は純鉄道橋で、左岸線と右岸線を接続していた。プファッフェンドルフ橋の建設期間中、事前に左岸と右岸と結ぶ暫定策として、シュトルツェンスフェルス-オーバーラーンシュタイン航路が運航された。プファッフェンドルフ橋を最後に列車が渡ったのは、1914年8月の第一次世界大戦勃発時であった。新しい中央駅の開業に伴い、このライン鉄道の駅は1902年に営業を終了した。第二次世界大戦に際して激しく破壊を受け、建物は1960年代初頭に取り壊された。現在、駅の跡地にはアム・ヴェーラースホーフ通りとレーアセンターの駐車場への坂道がある。

### モーゼル駅
1878年10月にギュルス橋が開通し、その1年後にはライン川に架かるホルヒハイム橋も完成した。1879年にモーゼル線が開通し、モーゼル駅も開設された。地域の規則により、駅舎はハーフティンバー様式で建設された。コンスタンティン要塞の真下、カールテウザー通りとレーア通りの間、連邦道9号の下の駐車塔のあるところにあった。これによりコブレンツの鉄道網の拡張が完成し、またベルリンとメッツ（現在のフランス領メス）を結ぶ戦略鉄道、いわゆる大砲鉄道（カノーネンバーン）の区間も開通した。モーゼル駅は1902年に恒久建築に置き換えられ、コンスタンティン要塞の真下に移転して中央駅になった。

### 中央駅の建設

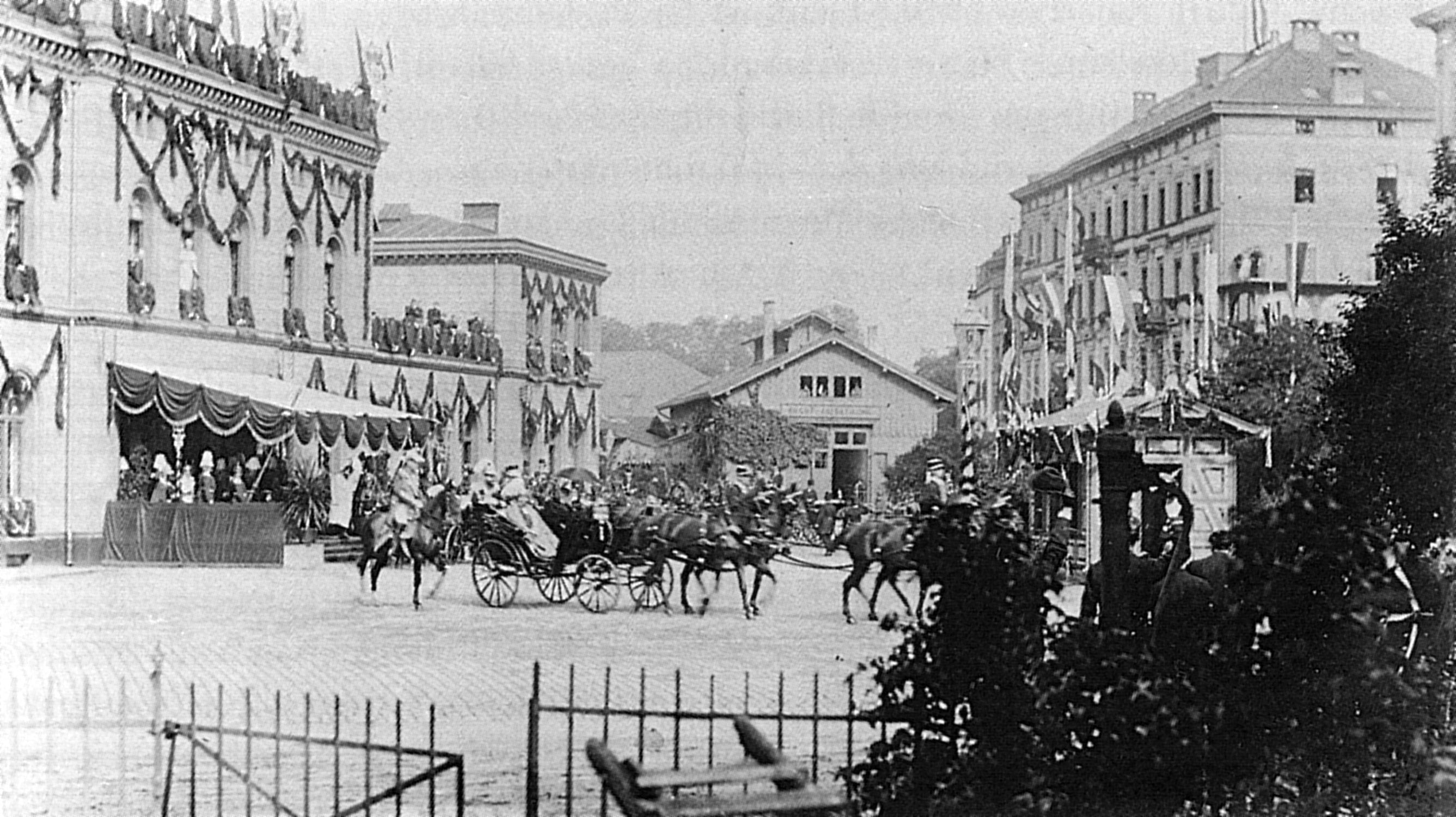
皇帝ヴィルヘルム2世のライン鉄道の駅への到着、1893年

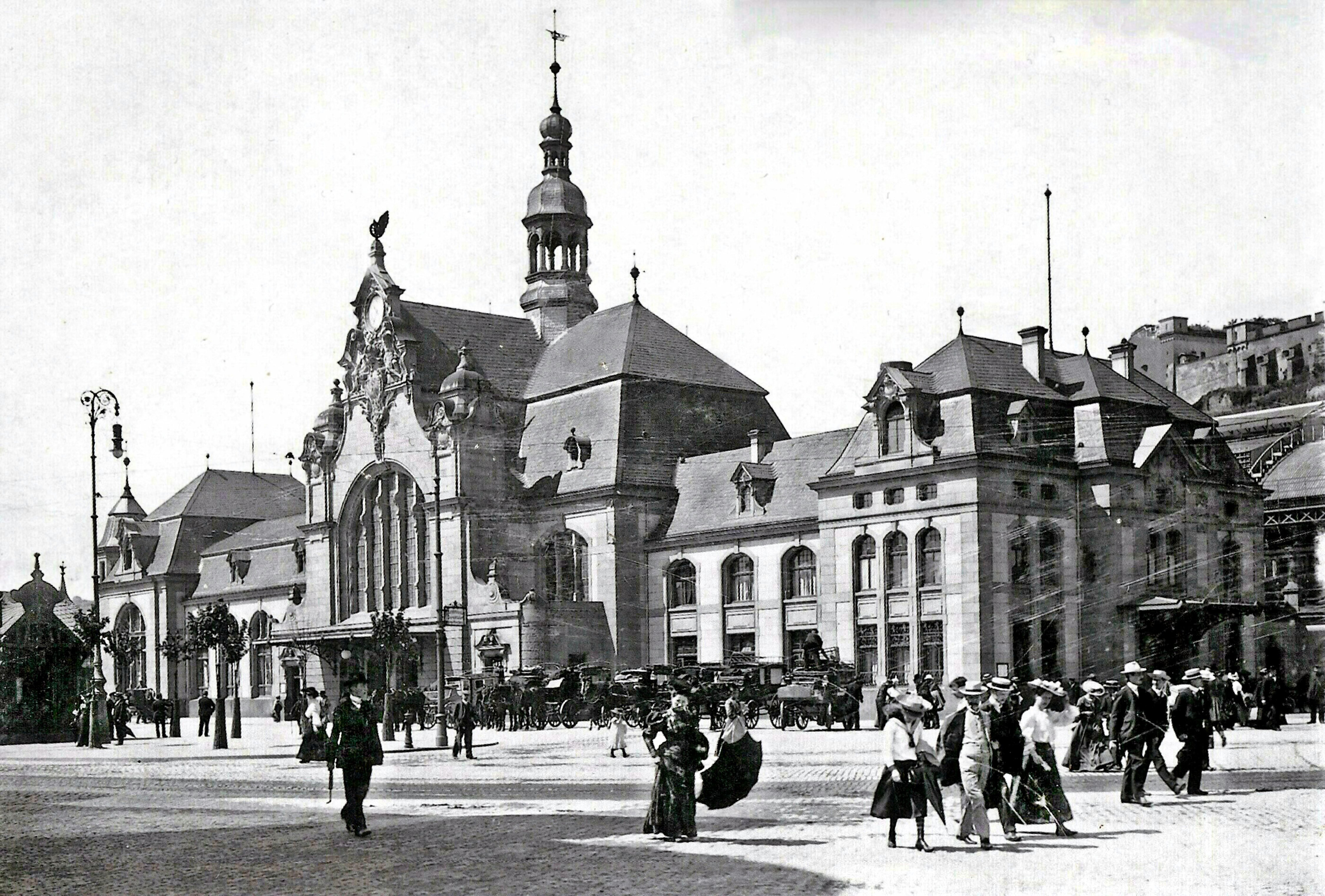
1905年のコブレンツ中央駅

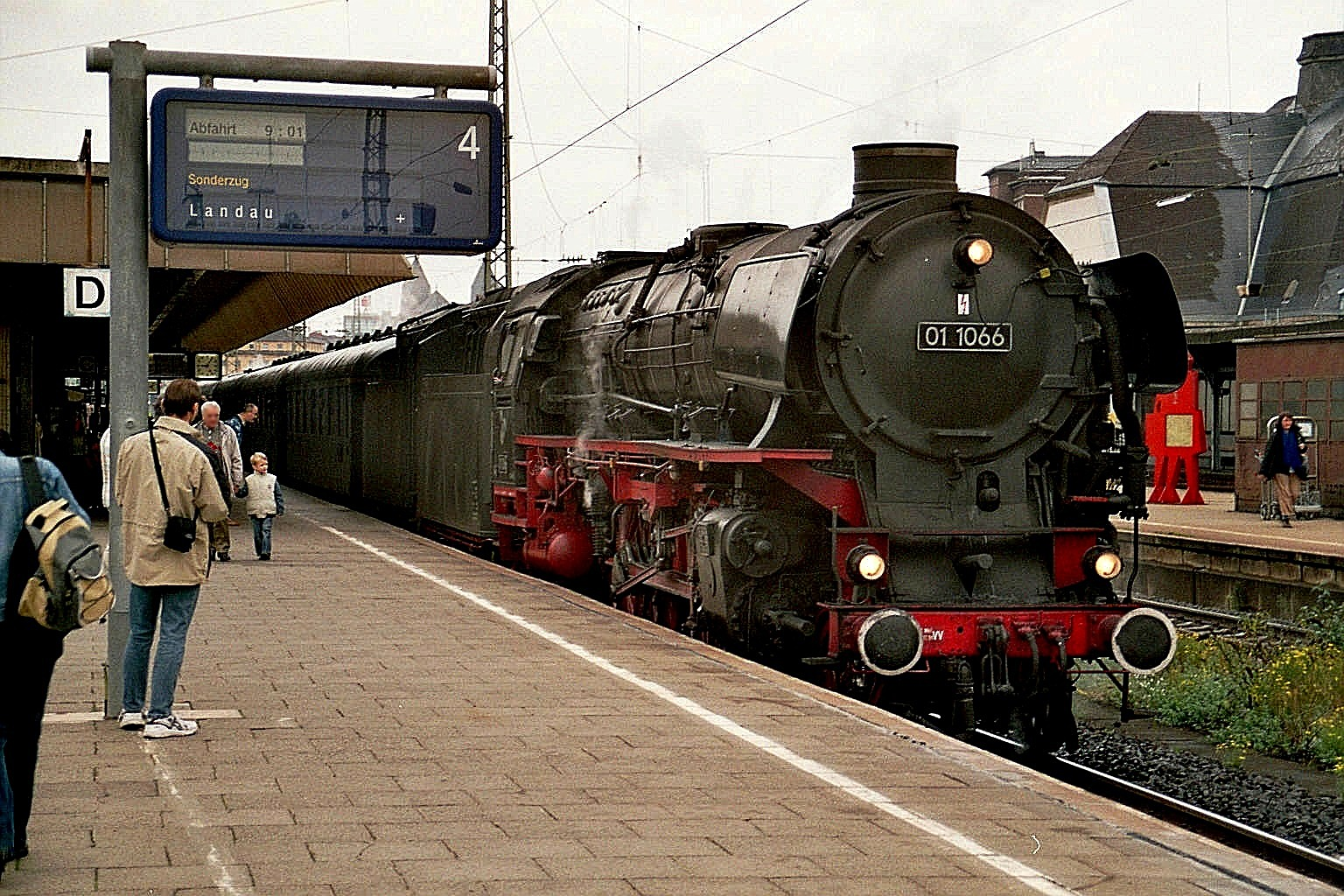
ウルム鉄道協会の古い蒸気機関車の運行、コブレンツ中央駅にて

プロイセンのコブレンツにおける都市防衛設備は1890年には廃止され、撤去された。市街地は古い城壁内側の狭い領域だったのが外縁に拡大し、城壁の南側には新しい街区ができ急速に発展していった。2か所の駅をどちらも維持していくのは困難なこととなっていた。通しで運行する列車は、900 mで2回の停車が必要で、トリーアから来て右岸線で北の方へ行く乗客は、モーゼル駅からライン鉄道の駅へ徒歩か馬車で移動しなければならなかった。このため、中央駅を建設することを求める声が高まり、新しく大きな旅客駅を建設する計画が開始された。
フィシェル通りにあった小さなライン鉄道の駅は廃止となり、1899年から1902年にかけて新しい南側の街区、モーゼル駅の近くに大きな新しい駅が建設された。設計は政府の建築官カール・ビーカーが行い、州の建築監督官フリッツ・クリングホルツが改良した。中央駅（当時は正式にCentralbahnhofと称されていた）は、1902年5月1日に開業した。通過式配線の駅は、中央と両側のパビリオンを備えた宮殿様式で、しかし機能的な観点から完全な対称ではない形で建設された。ファサードは凝灰岩と黄色砂岩で造られたネオバロック様式となっていた。駅舎は全長96 mあった。プラットホームを覆ってトレイン・シェッドが建てられた。北側のウィングには、豊かに飾られた貴賓室があり、屋外階段を通じて1番線ホームへ直結する通路があり、1905年にコブレンツに皇帝が来た際にはここを利用した。

### 第二次世界大戦後
第二次世界大戦では、空襲により駅舎と番線は激しく破壊された。再建工事は1946年に開始された。プラットホーム上のトレイン・シェッドと駅舎の塔は無くなった。再建された駅舎は歴史的な当初の駅舎と異なり、単純化されて飾りのないものとなった。機能的なプラットホーム上屋が設置された。ライン線は1957年に電化された。1967年に新しい信号扱所が運用を開始し、1977年にはロビーが改装された。トラベルセンターは1984年に設置された。
1998年には、駅前広場と駅舎の改装工事が開始され、駅開業の100周年となる2002年までに完成させることになった。しかし建設会社のフィリップ・ホルツマンの倒産により、完成は遅れることになった。改装された駅の開業は2005年5月となり、現代的なホール、ドイツ鉄道の旅行センター、売店、レストラン、バーなどが設置された。
2008年9月22日からは駅のバリアフリー化工事が開始された。プラットホーム北側にあったすべての荷物用エレベーター、およびDBレギオ中央営業所の貨物エレベーターは撤去された。かつての荷物運搬用通路は改装されて、荷物用エレベーターのあったところにガラスのエレベーターが設置され、2010年6月より供用を開始した。1番線プラットホームは改築され、新しい屋根が付いた。古い屋根には石綿を含有したファイバーセメントが使われていたため、いくらか複雑なものとなった。この理由で、プラットホームは2010年5月までの数か月に渡り閉鎖され、発着する列車は他のプラットホームに移された。また同じく新しくなったものとしては旅行者援護所があり、北側入口に隣接するようになって、従来の4/5番線プラットホームの仮設備は無くなった。プラットホームはドイツ鉄道のコーポレートデザインの設備で更新されており、また視覚障害者向けの接触式案内が備えられた。
ドルトムント中央駅において爆発物がみつかった翌日の2006年8月1日、コブレンツ中央駅においても放置されていたスーツケースにプロパンボンベと爆発物が発見された。爆発物の見つかった2本の近郊列車はケルン中央駅からのものであった。連邦刑事局による捜査によれば、これはレバノンのテロリストによるテロ攻撃の試みであったとされ、技術的な問題により失敗したものだとされた。もしこれらの爆発物が爆発していれば、2005年のロンドン同時爆破事件のときのように、多くの犠牲者を出していたはずであった。その後何度かコブレンツ中央駅に対して爆破予告があったが、いずれも根拠のないものであった。

## 駅前広場

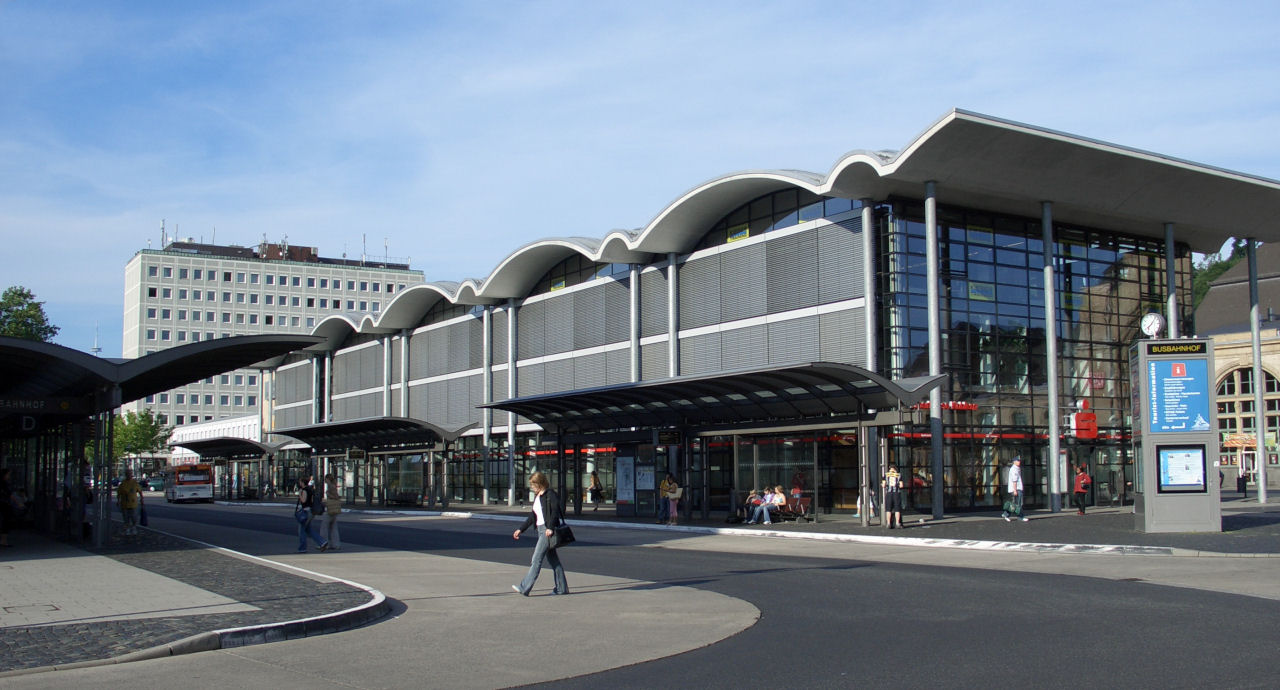
バスターミナルとパビリオンのある駅前広場

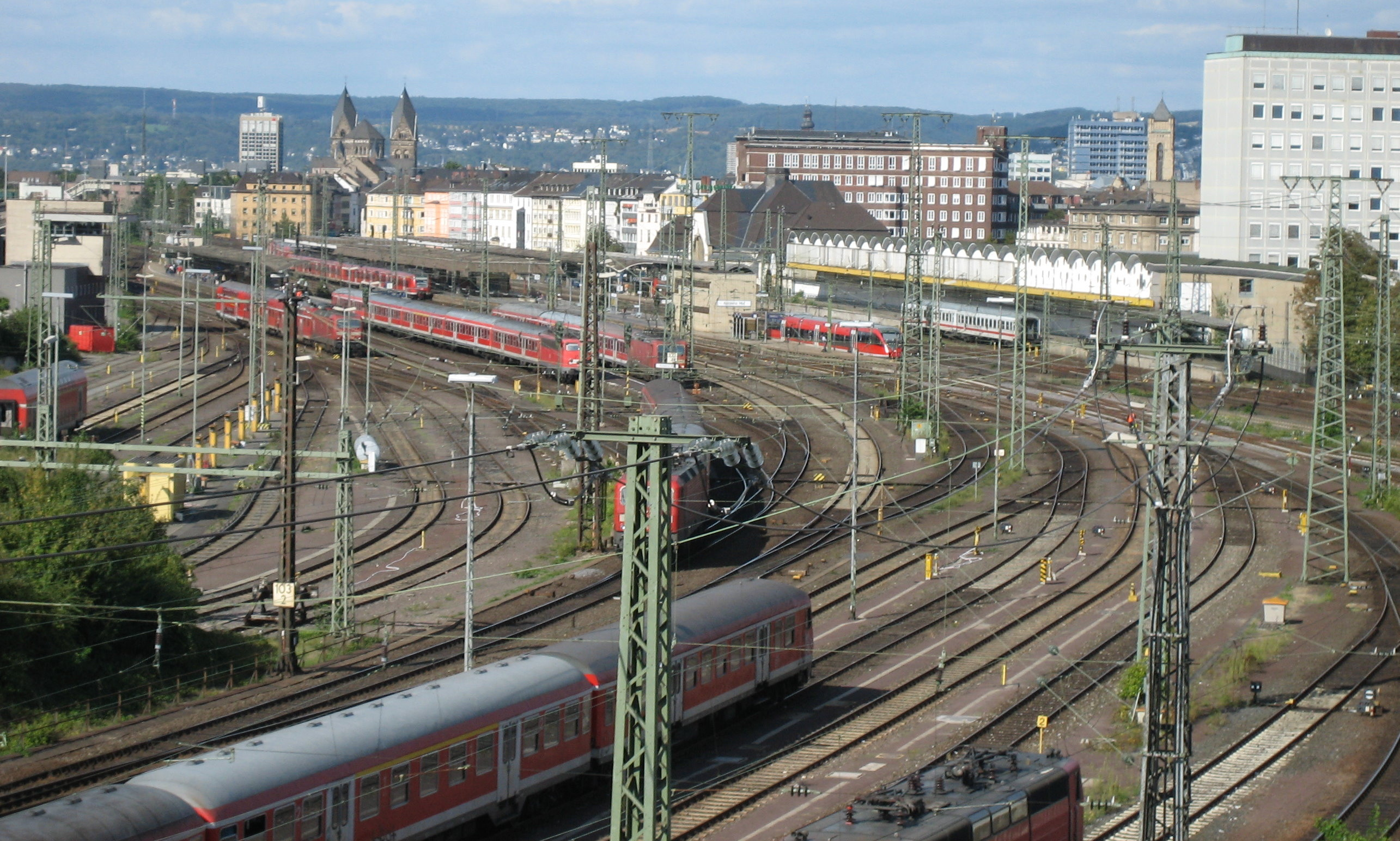
駅と番線の様子

駅前広場は1998年から2000年にかけて改築された。コブレンツ市街や近隣地区と結ぶ主要なバス路線が出るバスターミナルに隣接して、店舗や旅行者向け案内センターのあるパビリオンがある。また、タクシースタンド、コブレンツ中央郵便局、2か所の銀行、連邦警察局の警察署、州立コブレンツ図書館、そして大きな地下駐車場などがある。2008年5月以来、広場の脇は建設ブームとなっている。2009年9月28日には、コブレンツ治療センターの新しいビルができた。もう1棟も建設中である。また周辺環境の改良も進められており、1955年に建てられたかつてのトト・ロット高層ビルは1998年から1999年にかけて改築された。

## 交通
コブレンツ中央駅には4面10線のプラットホームと番線があり、1から5と8、9番線が通過式で、104、105、109番線が頭端式である。
左ライン線の北側からはほぼすべて、1から5、8、104番線に到着でき、モーゼル線からは西側の5、8、9番線のみである。左ライン線の南側からは1から5、105番線を使用でき、ラーンタール線と右ライン線からは、北向きの頭端式ホームである104番線以外のすべての番線に到着できる。

### 長距離および近郊交通
長距離交通では、コブレンツはICE、インターシティ、ユーロシティなどの列車で結ばれており、これによりドイツのほとんどの大都市にコブレンツから直接行くことができる。近郊交通ではレギオナルエクスプレスとレギオナルバーンが200 km以内にある都市、ザールブリュッケン、ボン、ケルン（ルール地方）、エメリヒ・アム・ライン、ヴェーゼル、リンブルク・アン・デア・ラーン、ヴァイルブルク、ヴェッツラー、ギーセン、ボッパルト、ビンゲン・アム・ライン、マインツ、リューデスハイム・アム・ライン、ヴィースバーデン、フランクフルト・アム・ラインと結んでいる。
ヴェクトゥス交通がラーンタール線をコブレンツからリンブルクまで運行している。トランス・レギオが左ライン線をケルンからコブレンツまで（MRB26系統）、そしてコブレンツからマインツまで（MRB32系統）運行している。右ライン線については、フィアスがラインガウ線としてノイヴィートからコブレンツを通りラーンシュタイン、リューデスハイム、ヴィースバーデン経由フランクフルト・アム・マインまで運行している。

### 長距離交通
| 系統     | 経路 | 時隔       |
| -------- | --- | ---------- |
| ICE 10   | ベルリン東 - ベルリン中央 - ベルリン＝シュパンダウ - （ヴォルフスブルク -） ハノーファー - ビーレフェルト - ハム - ハーゲン - ヴッパータール - ケルン - ボン - コブレンツ | 一部の列車 |
| ICE 31   | （キール中央 -） ハンブルク - ブレーメン - オスナブリュック – ミュンスター（ヴェストファーレン） - ドルトムント - デュースブルク - ケルン - ボン - コブレンツ - マインツ - フランクフルト（マイン） - ヴュルツブルク - ニュルンベルク - ミュンヘン | 一部の列車 |
| ICE 91   | ドルトムント - デュースブルク - ケルン - ボン - コブレンツ - マインツ - フランクフルト - ヴュルツブルク - ニュルンベルク - パッサウ - リンツ - ウィーン | 一部の列車 |
| IC/EC 30 | ハンブルク＝アルトナ - （一部の列車のみ ヴェスターラント（ズュルト） -） ハンブルク中央 - ブレーメン - ミュンスター（ヴェストファーレン） - ドルトムント - デュースブルク - ケルン - ボン - コブレンツ - マインツ - マンハイム - ハイデルベルク - シュトゥットガルト （一部の列車のみ マンハイム - カールスルーエ - フライブルク（ブライスガウ） - バーゼルSBB - スイス国内）                                                          | 2時間おき  |
| IC/EC 31 | （フェーマルン＝ブルクまたはキール） - ハンブルク - ブレーメン - ミュンスター（ヴェストファーレン） - ドルトムント - ハーゲン - ヴッパータール - ケルン - ボン - コブレンツ - マインツ - フランクフルト（マイン） - ヴュルツブルク - ニュルンベルク （1往復ミュンヘン - ガルミッシュ＝パルテンキルヒェン - ミッテンヴァルト / ミュンヘン - フライラッシンク - ベルヒテスガーデン） - パッサウ - リンツ - ウィーン（1往復ブダペスト東） | 2時間おき  |
| IC/EC 32 | （金/日 ベルリン - ハノーファー - ビーレフェルト - ハム（ヴェストファーレン） - ） ドルトムント - デュースブルク - ケルン - ボン - レマーゲン - アンダーナッハ - コブレンツ - マインツ - マンハイム - ハイデルベルク - シュトゥットガルト（1往復ウルム - アウクスブルク - ミュンヘン - ザルツブルク - クラーゲンフルト、1往復ウルム - リンダウ - インスブルック）                                                                      | 2時間おき  |
| IC 35    | ノルトダイヒ・モーレ - リンゲン（エムス） - ライネ - ミュンスター（ヴェストファーレン） - デュースブルク - ケルン - ボン - レマーゲン - アンダーナハ - コブレンツ - トリーア - ルクセンブルク（一部の列車 コブレンツ - マインツ - マンハイム - シュトゥットガルト / カールスルーエ - コンスタンツ | 一部の列車 |
| IC 55    | ライプツィヒ - ハレ（ザーレ） - マクデブルク - ブラウンシュヴァイク - ハノーファー - ビーレフェルト - ハム（ヴェストファーレン） - ドルトムント - デュースブルクまたはヴッパータール - ケルン - ボン - レマーゲン - コブレンツ - マインツ - マンハイム - ハイデルベルク - シュトゥットガルト - ウルム - オーバーストドルフ | 1往復      |

### 近郊交通
これはコブレンツ中央駅に停車する旅客系統の概要である。フィアスの運行するラインガウ線以外の11系統はすべて、コブレンツ中央駅を通過せず、ここを始終着とする。
| 系統   | 路線名                            | 経由 | 時隔      | 備考                                                                  |
| ------ | --------------------------------- | --- | --------- | --------------------------------------------------------------------- |
| RE 1   | モーゼル-サールエクスプレス       | コブレンツ - ブライ - ヴィットリヒ - トリーア - ザールブルク - ザールブリュッケン                                               | 2時間おき | 2014年12月から1時間おきにルクセンブルクまたはカイザースラウテルンまで |
| RE 2   | ミッテルライン-マインエクスプレス | コブレンツ - ボッパルト - ビンゲン（ライン） - マインツ - フランクフルト（マイン）空港近距離 - フランクフルト（マイン）         | 2時間おき | 2014年12月までの請負                                                  |
| RE 5   | ラインエクスプレス                | コブレンツ – アンダーナッハ - レマーゲン - ボン - ケルン - ケルン・メッセ/ドイツ - デュッセルドルフ - デュースブルク - エメリヒ | 1時間おき | 2016年からライン-ルールエクスプレスとなる計画                         |
| RE 8   | ライン-エルフトエクスプレス       | コブレンツ – ノイヴィート - ケルン/ボン空港 - ケルン・メッセ/ドイツ - ケルン - グレーヴェンブローホ - メンヒェングラートバッハ  | 1時間おき |                                                                       |
| SE 10  | ラインガウ線                      | ノイヴィート - コブレンツ – リューデスハイム（ライン） - ヴィースバーデン - フランクフルト（マイン）                            | 1時間おき | フィアスがFLIRT車両で運行                                             |
| RE 25  | ラーンタールエクスプレス          | コブレンツ – リンブルク（ラーン） - ヴァイルブルク - ヴェッツラー - ギーセン                                                    | 2時間おき | 2014年12月までの請負契約                                              |
| RB 25  | ラーンタール線                    | コブレンツ – バート・エムス - ディーツ - リンブルク（ラーン）                                                                   | 1時間おき | 2014年12月までの請負契約                                              |
| MRB 26 | ミッテルライン線                  | コブレンツ – アンダーナッハ - レマーゲン - ボン - ケルン - ケルン・メッセ/ドイツ                                                | 1時間おき | 2008年12月まではトランスレギオによるDESIRO ML車両での運行であった     |
| RB 27  | ライン-エルフト線                 | コブレンツ – ノイヴィート - ボン＝ボイエル - ケルン・メッセ/ドイツ - ケルン - グレーヴェンブローホ - メンヒェングラートバッハ   | 1時間おき | 2014年12月までの請負契約                                              |
| MRB 32 | ミッテルライン線                  | コブレンツ – ボッパルト - オーバーヴェーゼル - ビンゲン（ライン） - インゲルハイム - マインツ                                   | 1時間おき | 2008年12月まではトランスレギオによるDESIRO ML車両での運行であった     |
| RB 81  | モーゼル線                        | コブレンツ – コッヘム（モーゼル） - ブライ - ヴィットリヒ - トリーア                                                            | 1時間おき | 2009年12月まではDBレギオによる運行                                    |